# Xyris flexifolia
Xyris flexifolia är en gräsväxtart som beskrevs av Robert Brown. Xyris flexifolia ingår i släktet Xyris och familjen Xyridaceae. Inga underarter finns listade i Catalogue of Life.